# MARIA
MARIA es una banda japonesa de J-Rock conformada de 6 mujeres, y contratadas bajo el sello Sony Music Entertainment Japan, y fue conocida principalmente porque era el proyecto que la exintegrante de la banda relativamente popular ZONE, Maiko, regresaba a la música. Con su estilo de Rock, la banda ha marcado una nueva incursión en el género al presentar dos bajistas, dos guitarristas y dos vocalistas, lo que le da aún más potencia a su música.
MARIA debutó como tal en el año 2006 con su sencillo "Chiisa na Uta", el cual fue utilizado como opening de la serie de anime llamada Yakitate!! Japan. El segundo sencillo de la banda, "Tsubomi", también participó al interior de animaciones japonesas, esta vez para la película de la popular serie Naruto. Su 5.º sencillo es usado como segundo opening del anime Valkyrie Chronicles.

## Integrantes
- Maiko (舞衣子?) (24 de julio de 1986) - vocalista y bajo
Nombre real: Maiko Sakae (栄 舞子 Sakae Maiko?)
- Aika (愛華?) (8 de octubre de 1989) - vocalista y bajo
Nombre real: Aika Hirano (平野 愛華 Hirano Aika?)
- Ayuka (あゆか?) (11 de septiembre de 1986) - guitarra y coros
Nombre real: Ayuka Nara (奈良 安由加 Nara Ayuka?)
- Reina (れいな?) (26 de febrero de 1990) - teclado y violín
Nombre real: Reina Kusaka (日下 鈴菜 Kusaka Reina?)
- TATTSU (タッツー?) (18 de octubre de 1985) - batería y coros
Nombre real: Hitomi Tatsukawa (龍川 瞳 Tatsukawa Hitomi?)
- SACCHIN (さっちん?) (26 de febrero de 1990) - guitarra
Nombre real: Sachie Nakagawa (中川 祐衣 Nakagawa Sachie?)

## Discografía

### Singles
1. Chiisa na Uta (小さな詩?) (8 de marzo de 2006).
2. Tsubomi (つぼみ?) (26 de julio de 2006).
3. HEART☆BEAT (21 de febrero de 2007).
4. Yurari Ouzora (ゆらり桜空(おうぞら)?) (6 de febrero de 2008).
5. Sayonara Daisuki na Hito (さよなら 大好きな人?)(17 de septiembre de 2008).
6. Kanashimi Rensa (?) (12 de agosto de 2009).

### Álbumes
1. 2007/06/20 「You Go!～We are MARIA～」
2. 2009/09/30 「Day by day」